# 簡明峰
簡明峰，1950年生，台灣歌仔戲鼓師，台灣歌仔戲演員吳金葉的夫婿，歌仔戲導演簡宏璋的父親。
他曾參與台灣政府機關《大家來唱歌仔戲》光碟的錄製工作，演奏打擊樂器。
他參演台灣中央電影公司1999年出品的電影《沙河悲歌》（七等生原著，張志勇執導），飾鑼鈸演奏員，並實際演奏，琴師是洪堯進和劉文亮，鼓師是王清松，另1位鑼鈸演奏員是林義恆。
他的女兒簡鳳茹工武場（戲曲樂隊的打擊樂部），小女兒簡鳳儀是歌仔戲演員，兒子簡宏璋也能演奏打擊樂器，義子李裕仁工文場（戲曲樂隊的旋律部），善彈電子琴。
他的歌仔戲司鼓作品有《梁山伯祝英台》、《薛丁山與樊梨花》、《施公案》、《白虎殿》、《慈母情淚》、《感天動地竇娥冤》、《許孟蛟拜塔》等。

## 外部連結
楊惠中〈台灣野台歌仔戲現狀之觀察：以台北飛鳳儀歌劇團為例〉 （页面存档备份，存于）